# Marilu Bueno
Maria Luiza David Bueno de Lima más conocida como Marilu Bueno (Río de Janeiro, 27 de febrero de 1940 - ibídem, 22 de junio de 2022)  fue una actriz brasileña de teatro, cine y televisión.
Se dio a conocer por los diversos papeles cómicos que interpretó en telenovelas de la Rede Globo.

## Vida personal
La actriz no quería casarse ni tener hijos, y vivía sola en su apartamento del tradicional barrio de  Copacabana , en Río de Janeiro .
Falleció el 22 de junio de 2022, luego de complicaciones en el postoperatorio de una cirugía abdominal.

## Teatro
| Año  | Título                      | Personaje |
| ---- | --------------------------- | --------- |
| 1955 | O Canto da Cotovia          |           |
| 1966 | Marido Magro e Mulher Chata |           |
| 1974 | Constantina                 |           |
| 1986 | Trair e Coçar É Só Começar  | Olímpia   |
| 1987 | Seja o que Deus Quiser      | Sarita    |
| 1988 | Splish Splash               |           |